# Filetia brookeae
Filetia brookeae är en akantusväxtart som beskrevs av Cornelis Eliza Bertus Bremekamp. Filetia brookeae ingår i släktet Filetia och familjen akantusväxter. Inga underarter finns listade i Catalogue of Life.